# Hemiptarsenus albens
Hemiptarsenus albens är en stekelart som beskrevs av Vittorio Luigi Delucchi 1962. Hemiptarsenus albens ingår i släktet Hemiptarsenus och familjen finglanssteklar.
Artens utbredningsområde är Tanzania. Inga underarter finns listade i Catalogue of Life.